# Karin de Lange
Catharina Lucia Maria (Karin) de Lange (Arnhem, 15 januari 1964) is een Nederlandse voormalige sprintster, die gespecialiseerd was in de 200 m. Ze werd Nederlands kampioene in deze discipline en nam ook eenmaal deel aan de Olympische Spelen.

## Loopbaan
In 1992 beleefde Karin de Lange het beste jaar van haar atletiekcarrière. Ze verbeterde al haar persoonlijke records, veroverde de nationale titel op de 200 m in 23,62, werd op de 100 m in 11,79 s tweede achter Nelli Cooman en plaatste zich voor de Olympische Spelen van 1992 in Barcelona. Daar vertegenwoordigde ze Nederland op zowel de 200 m als de 4 x 100 m estafette. Op de 200 m kwam ze met een tijd van 23,53 door de kwalificatieronde. In de kwartfinale sneuvelde ze met een zesde plaats, ondanks een persoonlijk record van 23,41. Op het estafettenummer was ze de derde loopster en werd ze met haar teamgenotes Karen van der Kooij, Jacqueline Poelman en Petra Huybrechtse in de voorrondes uitgeschakeld met een tijd van 43,91.
De Lange, van beroep lerares in het basisonderwijs, was lid van atletiekvereniging CIKO '66.

## Nederlandse kampioenschappen
| Onderdeel | Jaar |
| --------- | ---- |
| 200 m     | 1992 |

## Persoonlijke records
Outdoor
| Onderdeel | Prestatie | Datum           | Plaats    |
| --------- | --------- | --------------- | --------- |
| 100 m     | 11,56 s   | 24 mei 1992     | Vught     |
| 200 m     | 23,41 s   | 3 augustus 1992 | Barcelona |

Indoor
| Onderdeel | Prestatie | Datum            | Plaats   |
| --------- | --------- | ---------------- | -------- |
| 50 m      | 6,48      | 17 maart 1991    | Den Haag |
| 60 m      | 7,44 s    | 15 februari 1992 | Den Haag |
| 200 m     | 23,75     | 1 maart 1992     | Genua    |

## Prestatieontwikkeling
| Jaar | 200 m (sec)  |
| ---- | ------------ |
| 1989 | 24,79        |
| 1990 | 24,54        |
| 1991 | 23,90        |
| 1992 | 23,41        |
| 1993 | 23,92        |
| 1994 | 24,00 (ind.) |
| 1995 | 24,28        |
| 1996 | 24,80        |
| 1997 | 24,92        |
| 1998 | 25,40        |